# Kärnkraft i Belgien
Kärnkraften i Belgien har en lång historia. Genom sitt kolonialvälde hade landet tidigt tillgång till gruvor i Katanga som 1913 visat sig vara rika på uran. Detta gällde inte minst den i Shinkolobwe. Uranet därifrån (som redan lagrats på Staten Island) användes bland annat under Manhattanprojektet. Därigenom kom Belgien också tidigt att förfoga över kärnteknologi för fredligt bruk. Ett forskningscentrum, SCK CEN, byggdes i Mol. Där byggdes flera försöksreaktorer, den första togs i drift 1956. Världsutställningen 1958 var ursprungligen tänkt att drivas av en av dem, men detta visade sig av bland annat säkerhetsskäl vara olämpligt.
Belgien deltog i flera tidiga samarbeten kring kärnenergi. När Chooz kärnkraftverk byggdes i Frankrike (men nära gränsen till Belgien) var det resultatet av ett fransk-belgiskt samarbete och kärnkraftverket levererade el till både Frankrike och Belgien. Doel 1 anslöts som första reaktor i Belgien till nätet 1974. Under de kommande tio åren anslöts ytterligare tre reaktorer i Doel samt tre i Tihange.
Regeringen Verhofstadt I beslutade 2003 att de existerande kärnkraftverken skulle fasas ut när de nått en livslängd på 40 år och att inga nya skulle byggas. Under 2020-talet har tre av reaktorerna stängts ner, medan fyra fortfarande är i drift i mars 2025. Två reaktorer är planerade att stängas ner senare under 2025, medan de övriga två är planerade att drivas till 2035. Elproduktionen från kärnkraft har p.g.a. de nedstängda reaktorerna minskat under 2020-talet.